# Steal This Record
Steal This Record è un album dei The Suicide Machines pubblicato nel 2001.

## Tracce
1. The Killing Blow – 3:05
2. Steal This Record – 4:10
3. Honor Among Thieves – 2:47
4. It's The End Of The World As We Know It – 3:19
5. Bleeding Heart – 3:42
6. The Air We Breathe – 2:54
7. Stand Up – 3:30
8. Off The Cuff – 1:37
9. Middle Way – 3:01
10. Scars – 2:27
11. All My People – 1:43
12. Unbreakable – 2:28
13. Stay – 2:32
14. Leap Of Faith – 2:54